# Doljašnica
Doljašnica (cyr. Дољашница) – wieś w Serbii, w okręgu braniczewskim, w gminie Veliko Gradište. W 2011 roku liczyła 304 mieszkańców.